# Corryocactus quadrangularis
Corryocactus quadrangularis är en kaktusväxtart som först beskrevs av Werner Rauh och Curt Backeberg, och fick sitt nu gällande namn av Friedrich Ritter. Corryocactus quadrangularis ingår i släktet Corryocactus, och familjen kaktusväxter. Inga underarter finns listade i Catalogue of Life.